# 竹崎瑞夫
竹崎 瑞夫（たけざき みずお、1881年8月28日 - 1961年9月7日）は、日本の経営者、ダイハツ工業社長、会長を務めた。高知県高知市出身。

## 来歴・人物
1908年に京都帝国大学工科機械科を卒業。名古屋瓦斯支配人、竹崎鉄工所代表役員、島津製作所取締役などを経て、1932年に発動機製造(現在のダイハツ工業)取締役に就任し、1947年には社長に昇格。1955年に会長に就任。
1937年に大阪府実業功労賞を受賞し、1956年11月に池田市名誉市民に選ばれ、1957年3月に藍綬褒章を受章。
1961年9月7日、肋膜炎のために死去。